# Asago (Hyōgo)
Asago (朝来市 Asago-shi?) es una ciudad localizada en la prefectura de Hyōgo, Japón. En junio de 2019 tenía una población estimada de 29.333 habitantes y una densidad de población de 72,8 personas por km². Su área total es de 403,06 km².

## Geografía

### Localidades circundantes
- Prefectura de Hyōgo
  - Toyooka
  - Yabu
  - Tanba
  - Shisō
  - Kamikawa
  - Taka
- Prefectura de Kioto
  - Fukuchiyama

## Demografía
Según datos del censo japonés, la población de Asago ha disminuido en los últimos años.
| Año del censo | Población |
| ------------- | --------- |
| 1995          | 36.766    |
| 2000          | 36.069    |
| 2005          | 34.791    |
| 2010          | 32.814    |
| 2015          | 30.805    |